# Ernesto Augusto I, Duque de Saxe-Weimar-Eisenach
Ernesto Augusto I, Duque de Saxe-Weimar (19 de Abril de 1688 – 19 de Janeiro de 1748), foi um duque de Saxe-Weimar e, a partir de 1741, de Saxe-Weimar-Eisenach.

## Biografia
Era o segundo filho de João Ernesto III, Duque de Saxe-Weimar e da sua primeira esposa, a princesa Sofia Augusta de Anhalt-Zerbst.
Quando o seu pai morreu em 1707, Ernesto Augusto tornou-se co-governante (Mitherr) de Saxe-Weimar, juntamente com o seu tio Guilherme Ernesto, mas o seu título era apenas honorário, uma vez que era Guilherme Ernesto quem governava realmente o ducado. Só em 1728, quando Guilherme Ernesto morreu, é que Ernesto Augusto começou a exercer a sua autoridade em Saxe-Weimar.

### Excessos
Ernesto Augusto era um governante que gostava de esplendor e as suas extravagâncias contribuíram para a ruína financeira do seu ducado. A certa altura, quando precisava desesperadamente de dinheiro, começou a prender os seus súbditos mais ricos sem motivo e apenas os libertava quando eles entregassem as suas fortunas ao duque ou pagassem resgates exorbitantes. Algumas das vitimas que consideravam este comportamento ilegal, apresentaram queixa contra o duque no Conselho Áulico em Viena e na Câmara da Corte Imperial em Wetzlar. Ernesto perdeu todos os processos que foram instaurados contra ele. As suas defesas em tribunal duraram vários anos e acabaram por levar o ducado à bancarrota.
O duque insistiu também em manter um exército activo que era demasiado grande para a população e recursos financeiros do ducado. Alguns dos seus soldados foram alugados ao Eleitorado da Saxónia e ao sacro-imperador. Ernesto Augusto era obcecado por arquitectura e ordenou a construção de vários palácios, incluindo o Kleinode, o pequeno Schloss Belvedere e um castelo em estilo rococó, o Dornburg, que se tornou a sua luxuosa residência. A sua paixão pela caça também era extravagante; quando morreu, o duque deixou 1100 cães e 373 cavalos. O duque também mantinha um "harem", no qual duas "Damas de Honra" nobres (Ehrenfräulein) e três "camareiras" (Kammerfrauen) de classes mais baixas satisfaziam os seus desejos.

### Casamentos e descendência
Em Nienburg a 24 de Janeiro de 1716, Ernesto Augusto casou-se com a princesa Leonor Guilhermina de Anhalt-Köthen, filha de Emanuel Lebrecht, Príncipe de Anhalt-Köthen. Tiveram oito filhosː
1. Guilherme Ernesto de Saxe-Weimar (4 de Julho de 1717 - 8 de Junho de 1719), príncipe-herdeiro de Saxe-Weimar, morreu aos dois anos de idade.
2. Guilhermina Augusta de Saxe-Weimar (4 de Julho de 1717 - 9 de Dezembro de 1752), irmã gémea de Guilherme.
3. João Guilherme de Saxe-Weimar (10 de Janeiro de 1719 - 6 de Dezembro de 1732), príncipe-herdeiro de Saxe-Weimar.
4. Carlota de Saxe-Weimar (4 de Dezembro de 1720 - 15 de Outubro de 1724), morreu aos três anos de idade.
5. Joana de Saxe-Weimar (2 de Dezembro de 1721 - 17 de Junho de 1722), morreu aos seis meses de idade.
6. Ernestina Albertina de Saxe-Weimar (28 de Dezembro de 1722 - 25 de Novembro de 1769), casada com Filipe II, Conde de Schaumburg-Lippe; com descendência.
7. Bernardina Cristina de Saxe-Weimar (5 de Maio de 1724 - 5 de Junho de 1757), casada com João Frederico, Príncipe de Schwarzburg-Rudolstadt.
8. Emanuel de Saxe-Weimar (19 de Dezembro de 1725 - 11 de Junho de 1729), morreu aos três anos de idade.

Após a morte da sua primeira esposa em 1726, o duque decidiu não se voltar a casar, preferindo viver uma vida calma com as suas damas de honra e criadas de quarto. Mas, em 1732, a situação mudou inesperadamente quando o seu único filho varão, o príncipe-herdeiro (Erbprinz) João Guilherme, morreu. Esta situação obrigou-o a procurar uma nova esposa para ter mais filhos e dar continuidade à dinastia.
Em Bayreuth, a 7 de Abril de 1734, Ernesto Augusto casou-se com a sua segunda esposa, a princesa Sofia Carlota de Brandemburgo-Bayreuth, filha de Jorge Frederico Carlos, Marquês de Brandemburgo-Bayreuth. Juntos, tiveram quatro filhos:
1. Carlos Augusto de Saxe-Weimar (1 de Janeiro de 1735 - 13 de Setembro de 1736), príncipe-herdeiro de Saxe-Weimar, morreu aos oito meses de idade.
2. Ernesto Augusto II, Duque de Saxe-Weimar-Eisenach (2 de Junho de 1737 - 28 de Maio de 1758), casado com Ana Amália de Brunsvique-Volfembutel; com descendência.
3. Ernestine Augusta de Saxe-Weimar (4 de Janeiro de 1740 - 10 de Junho de 1786), casada com Ernsto Frederico III, Duque de Saxe-Hildburghausen; com descendência.
4. Ernesto Adolfo de Saxe-Weimar (23 de Janeiro de 1741 - 1743) [?].

O duque teve também um filho ilegítimo com Friederike von Marschall:
1. Ernesto Frederico (1731 - 1810), recebeu o título de Freiherr von Brenn; casado com Beate Helene Bormann, a sua linha de descendência masculina foi extinta em 1849.

### Saxe-Weimar-Eisenach e o absolutismo
Em 1741, o ramo de Saxe-Eisenach-Jena ficou extinto com a morte de Guilherme Henrique, Duque de Saxe-Eisenach. Sendo o único parente ainda vivo do falecido duque, Ernesto Augusto herdou os seus estados; a união entre Saxe-Weimar e Saxe-Eisenach-Jena tornou-se permanente. Uma das poucas decisões sensatas do duque foi instituir a lei de Primogenitura em Saxe-Weimar (confirmada em 1724 pelo sacro-imperador Carlos VI); o que impediu que o ducado fosse novamente dividido. A partir de 1741, este novo ducado passou a chamar-se Saxe-Weimar-Eisenach (Jena juntou-se a Eisenach), mas, nesta altura, esta união era apenas pessoal. O novo estado era formado por duas grandes zonas à volta das duas residências oficiais em Weimar e Eisenach, que não estavam ligadas uma à outra, e um retalho de áreas mais pequenas e vilas entre elas.
A anexação de Saxe-Eisenach foi favorável para o duque que adorava caçar; passou a deter uma área florestal extensa na região de Eisenach que era adequada para as suas actividades de caça. Deixou o príncipe-herdeiro em Weimar no Schloss Belvedere, à guarda do seu Hofmarschall, e mudou-se permanentemente para Eisenach. Depois desta mudança, o duque mandou chamar muito poucas vezes o seu filho e enviava instruções muito pouco razoáveis para aplicar à educação dele a partir de Eisenach. A última vez em que o príncipe-herdeiro viu o pai foi em 1743.
Ernesto Augusto tentou implementar o Absolutismo em Saxe-Weimar seguindo o modelo francês. O Ratskollegium secreto —um órgão consultivo constituído por nobres — foi dissolvido. Em 1746 os cidadãos de Eisenach apresentaram um memorando ao duque, no qual explicavam as suas prerrogativas nacionais e denunciavam as ofensas constantes cometidas contra os seus direitos tradicionais. O gesto demonstrou que os cidadãos do ducado estavam a resistir à introdução do absolutismo e, por isso, algumas políticas que Ernesto Augusto tinha planeado não puderam ser implementadas. A morte do duque impediu o confronto entre os nobres nacionais e os cidadãos de Eisenach.

### Morte
Quando morreu, Ernesto Augusto deixou as finanças do ducado arruinadas e um sucessor ao trono (Ernesto Augusto II) que era ainda menor de idade.

## Genealogia
| Ernesto Augusto I, Duque de Saxe-Weimar-Eisenach | Pai: João Ernesto III, Duque de Saxe-Weimar | Avô paterno: João Ernesto II, Duque de Saxe-Weimar            | Bisavô paterno: Guilherme, Duque de Saxe-Weimar                        |
| Ernesto Augusto I, Duque de Saxe-Weimar-Eisenach | Pai: João Ernesto III, Duque de Saxe-Weimar | Avô paterno: João Ernesto II, Duque de Saxe-Weimar            | Bisavó paterna: Leonor Doroteia de Anhalt-Dessau                       |
| Ernesto Augusto I, Duque de Saxe-Weimar-Eisenach | Pai: João Ernesto III, Duque de Saxe-Weimar | Avó paterna: Cristina Isabel de Schleswig-Holstein-Sonderburg | Bisavô paterno: João Cristiano, Duque de Schleswig-Holstein-Sonderburg |
| Ernesto Augusto I, Duque de Saxe-Weimar-Eisenach | Pai: João Ernesto III, Duque de Saxe-Weimar | Avó paterna: Cristina Isabel de Schleswig-Holstein-Sonderburg | Bisavó paterna: Ana de Oldemburgo-Delmenhorst                          |
| Ernesto Augusto I, Duque de Saxe-Weimar-Eisenach | Mãe: Sofia Augusta de Anhalt-Zerbst         | Avô materno: João IV, Príncipe de Anhalt-Zerbst               | Bisavô materno: Rudolfo, Príncipe de Anhalt-Zerbst                     |
| Ernesto Augusto I, Duque de Saxe-Weimar-Eisenach | Mãe: Sofia Augusta de Anhalt-Zerbst         | Avô materno: João IV, Príncipe de Anhalt-Zerbst               | Bisavó materna: Madalena de Oldemburgo                                 |
| Ernesto Augusto I, Duque de Saxe-Weimar-Eisenach | Mãe: Sofia Augusta de Anhalt-Zerbst         | Avó materna: Sofia Augusta de Holstein-Gottorp                | Bisavô materno: Frederico III, Duque de Holstein-Gottorp               |
| Ernesto Augusto I, Duque de Saxe-Weimar-Eisenach | Mãe: Sofia Augusta de Anhalt-Zerbst         | Avó materna: Sofia Augusta de Holstein-Gottorp                | Bisavó materna: Maria Isabel da Saxónia                                |